# 29428 Ettoremajorana
29428 Ettoremajorana este o planetă minoră (asteroid) din centura de asteroizi. A fost descoperită pe 31 martie 1997 la osservatorio Colleverde di Guidonia⁠(d) de Vincenzo Silvano Casulli⁠(d). 
Obiectul prezintă o orbită caracterizată de o semiaxă mare de 1,9547352 UAi, o excentricitate de 0,09, o înclinație de 22,35291 ° în raport cu ecliptica.